# 皇帝円舞曲 (映画)
『皇帝円舞曲』（The Emperor Waltz）は、ビリー・ワイルダー監督、ビング・クロスビーとジョーン・フォンテイン出演の1948年のアメリカ合衆国のミュージカル映画である。

## キャスト
| 役名                                 | 俳優                     | 日本語吹替 | 日本語吹替       |
| 役名                                 | 俳優                     | TBS版      | NHK版            |
| ------------------------------------ | ------------------------ | ---------- | ---------------- |
| ヴァージル・スミス                   | ビング・クロスビー       | 柳沢真一   | ロイ・ジェームス |
| ヨハンナ・アウグスタ・フランツィスカ | ジョーン・フォンテイン   | 富永美沙子 | 二階堂有希子     |
| ホレニア男爵                         | ローランド・カルヴァー   | 中村正     |                  |
| ビトトスカ公爵夫人                   | ルシル・ワトソン         | 翠準子     |                  |
| 皇帝フランツ・ヨーゼフ1世            | リチャード・ヘイデン     | 田村錦人   | 巌金四郎         |
| ドクター・ツヴァイバック             | シグ・ルーマン           |            |                  |
| 侍従                                 | ハロルド・ヴァーミリア   |            |                  |
| ステファニー大公妃                   | ジュリア・ディーン       |            |                  |
| 運転手                               | バート・プライヴァル     |            |                  |
| 旅館の女将                           | アルマ・マックローリー   |            |                  |
| メイド                               | ロバータ・ジョネイ       |            |                  |
| 庭師                                 | ジョン・ゴールズワージー |            |                  |

- TBS版：初回放送1972年3月13日『月曜ロードショー』
- NHK版：初回放送1975年2月15日『劇映画』

## 製作
主要撮影は1946年6月にアルバータ州のカナディアン・ロッキーのジャスパー国立公園で開始された。ワイルダーは現地の木の外観に不満を抱いたため、スタジオは2万ドルをかけてカリフォルニア州からマツを運んで植えた。

## 受賞とノミネート
| 賞               | 部門                       | 候補                                       | 結果       |
| ---------------- | -------------------------- | ------------------------------------------ | ---------- |
| アカデミー賞     | ミュージカル音楽賞         | ヴィクター・ヤング                         | ノミネート |
| アカデミー賞     | 衣裳デザイン賞（カラー）   | イーディス・ヘッド、ジャイル・スティール   | ノミネート |
| 全米脚本家組合賞 | アメリカミュージカル脚本賞 | チャールズ・ブラケット、ビリー・ワイルダー | ノミネート |